# Lantiaro
Lantiaro est un village du département et la commune rurale de Niabouri, situé dans la province de la Sissili et la région du Centre-Ouest au Burkina Faso.

## Géographie

### Démographie
En 2012, la population du village n'avait pas encore été estimée séparément avant les élections locales, le village reconnu a cependant obtenu les 2 sièges à pourvoir au conseil municipal,.

## Histoire
Avant les élections locale de 2012, le village était rattaché à celui de Danfi-Nuni.